# 플레타 (오버워치 프로게이머)
플레타(본명: 김병선, 1999년 9월 2일 ~ )는 대한민국의 오버워치 프로게이머로 아이디는 Fleta이다. 2016년부터 2017년까지 Flash Lux 팀으로 활동하다 2017년부터 2019년까지 서울 다이너스티 팀으로 활동하였고 최근에는 상하이 드래곤즈 소속으로 활동 중이다.

## 소속팀
- 2017 Flash Lux
- 2017 Lunatic-Hai
- 2018–2019	Seoul Dynasty
- 2020–present Shanghai Dragons

## 수상 내역
- OWL champion (2021)
- OWL Most Valuable Player (2020)
- OWL Role Star (2020)
- 3× OWL All-Star (2018, 2019, 2020)
- OWWC champion (2018)